# Aquaria (videohra)
Aquaria je nelineární 2D plošinová akční adventura od nezávislé herní společnosti Bit Blot. Tato hra vyhrála Velkou cenu Seamuse McNallyho (Seamus McNally Grand Prize) na Festivalu Nezávislých Her (Independent Games Festival) v březnu 2007.

## Hratelnost

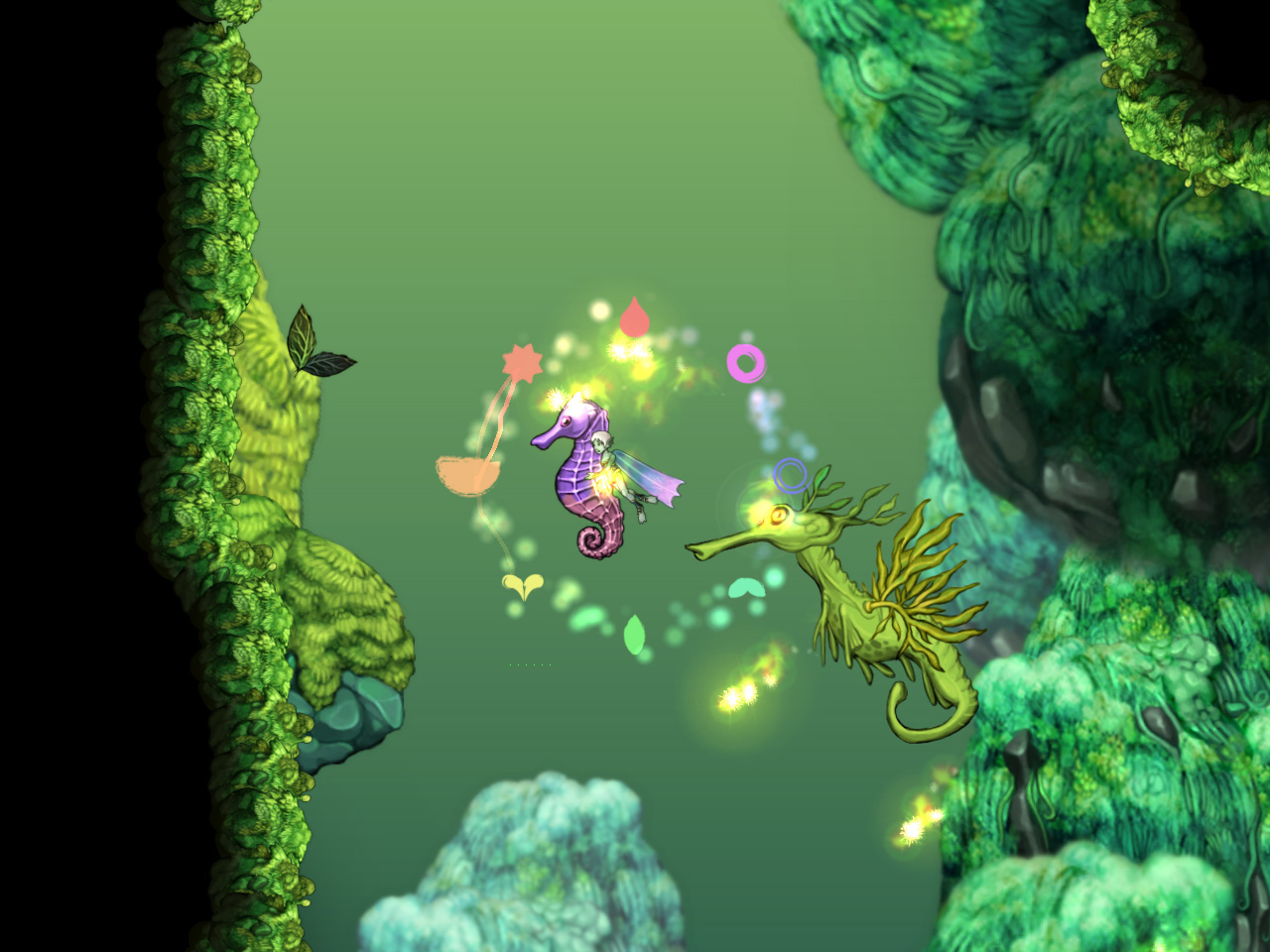
Naija ve své výchozí podobě jede na mořském koníkovi vedle mořského draka. Kolem ní je osmitónový prstenec, pomocí kterého může hráč hrát melodie.

Aquaria je 2D horizontálně skrolovací akční adventura s nelineární hratelností zaměřující se na průzkum a řešení hádanek. Hráč ovládá Naiju, osamělou obyvatelku podmořského světa; ačkoli je podobná lidské ženě, má také několik vlastností typických pro ryby. Jsou jimi například schopnost dýchat pod vodou a rychle se pohybovat pomocí nohou s blánami. Hra, jež byla původně dostupná pouze pro osobní počítače, byla navržena tak, aby se primárně ovládala myší, ačkoli ji lze ovládat i klávesnicí nebo ovladačem pro Xbox 360. Hráč ovládá Naiju v podmořském světě, jenž se skládá z několika různých oblastí, od jeskyní přes ruiny až po sluncem ozářené oázy. Tyto oblasti jsou plné rostlin a živočichů, kteří mohou být vůči Naije nepřátelští, přátelští nebo neutrální. Nepřátelské rostliny a živočichové ji mohou ublížit, čímž sníží její zdraví, když se jí dotknou nebo na ni vystřelí projektily.
Obecně platí, že Naija nemůže přímo interagovat s předměty ve světě. Místo toho většinu akcí provádí prostřednictvím zpěvu, a to krátkých melodií. Hráč tak činí výběrem z osmi not zobrazených v kruhu ve správném pořadí. Každé notě odpovídá jiná barva. Noty ovlivňují rostliny a předměty stejné barvy, zatímco melodie, jakmile se je hráč naučí používat v průběhu děje, mohou zvedat předměty, vytvářet štít kolem Naiji nebo měnit Naiju do různých „podob“. Ty mají odlišný vzhled a jedinečné schopnosti důležité pro překonávání různých výzev a překážek, které se ve hře nacházejí. Konkrétní tóny, jež se přehrávají jejich výběrem, se mohou v různých oblastech trochu měnit a přizpůsobovat se hudbě v pozadí. Výchozí podoba, též „normální podoba“, je jediná, ve které může Naija zpívat a ve které si hráč může upravit její vzhled tak, že si Naija oblékne kostýmy, které našla v průběhu hry.

## Příběh
V úvodu hry Naija ztratila téměř všechny vzpomínky, neví o světě mimo svůj domov a „žije jako prosté stvoření“. Hráč se to dozvídá z dabovaného příběhu, který vypráví budoucí Naija. Tato vyprávění slouží jako hlavní zdroj informací o Naije v průběhu celé hry, i když se v ní občas objeví i cutscény. Poté, co Naiju konfrontuje postava tvořená stíny a je jí ukázána série flashbacků, kterým nerozumí, se probudí. Naija se cítí osamělá, protože je poslední příslušnicí svého druhu, a rozhodne se prozkoumat svět kolem sebe. Jak hráč prozkoumává svět jménem „Aquaria“, Naija zjišťuje stále více o jeho historii a o své vlastní minulosti. Hráč není nucen procházet příběhovou linkou v pevně stanoveném pořadí. Jediným omezujícím faktorem jsou fyzické bariéry, například se lze do určitých oblastí dostat pouze pomocí specifické podoby. Kombinace těchto fyzických omezení umisťují některé dějové prvky do pozdější fáze hry. Příběh se po většinu hry soustředí na Naijin průzkum ruin řady zničených civilizací, přičemž v každé z nich se nachází velké monstrum. Tyto civilizace tvoří jednotlivé oblasti hry.